# Peperomia pedunculata
Peperomia pedunculata är en pepparväxtart som beskrevs av C. Dc.. Peperomia pedunculata ingår i släktet peperomior, och familjen pepparväxter. Inga underarter finns listade i Catalogue of Life.